# Gianni Sartori
Gianni Sartori (ur. 2 grudnia 1946 w Pozzoleone) – włoski kolarz torowy, mistrz olimpijski oraz trzykrotny medalista mistrzostw świata.

## Kariera
Pierwszy sukces w karierze Gianni Sartori osiągnął na mistrzostwach świata w Rzymie w 1968 roku, zdobywając brązowy medal w wyścigu na 1 km. W zawodach tych wyprzedzili go jedynie Duńczyk Niels Fredborg oraz Amerykanin Jack Simes. W tym samym roku wystąpił na igrzyskach olimpijskich w Meksyku, gdzie w swej koronnej konkurencji był czwarty, przegrywając walkę o brąz z Polakiem Januszem Kierzkowskim. Podczas startów olimpijskich Sartori wynikiem 1:04,65 m ustanowił nowy rekord olimpijski, jednak tego samego dnia wynik ten poprawił Fredborg. Ponadto Włoch zdobył w wyścigu na 1 km złoty medal na rozgrywanych w 1969 roku mistrzostwach świata w Brnie, bezpośrednio wyprzedzając Kierzkowskiego i Holendra Klaasa Balka.